# Петухово (Гірськомарійський район)
Петухо́во (рос. Петухово, марій. Петуксола) — присілок у складі Гірськомарійського району Марій Ел, Росія. Входить до складу Мікряковського сільського поселення.

## Населення
Населення — 84 особи (2010; 114 у 2002).
Національний склад (станом на 2002 рік):
- гірські марійці — 96 %